# Підводні човни типу «Уна»
| Підводні човни типу «Уна»                            | Підводні човни типу «Уна» | Підводні човни типу «Уна» |
| ---------------------------------------------------- | ------------------------- | ------------------------- |
| Подморнице класе Уна Podmornice klase Una            |                           |                           |
|                                                      |                           |                           |
| П-913 «Зета» в музеї «Park vojaške zgodovine», Півка |                           |                           |
| Під прапором                                         | Югославія                 | Югославія                 |
| Проєкт                                               |                           |                           |
| Основні характеристики                               |                           |                           |
| Швидкість (надводна)                                 | 7 вузлів                  | 7 вузлів                  |
| Швидкість (підводна)                                 | 8 вузлів                  | 8 вузлів                  |
| Гранична глибина занурення                           | 120 м                     | 120 м                     |
| Автономність плавання                                | 250 миль (на 3 вузлах)    | 250 миль (на 3 вузлах)    |
| Екіпаж                                               | 4 моряки та 6 диверсантів | 4 моряки та 6 диверсантів |
| Розміри                                              |                           |                           |
| Довжина найбільша (по КВЛ)                           | 18,82 м                   | 18,82 м                   |
| Ширина корпусу найб.                                 | 2,4 м                     | 2,4 м                     |
| Водотоннажність надводна                             | 76,1 т                    | 76,1 т                    |
| Озброєння                                            |                           |                           |
| Торпедно- мінне озброєння                            | 4 донні міни              | 4 донні міни              |
| Зображення на Вікісховищі                            |                           |                           |

Підво́дні човни типу «Уна» (серб. Подморнице класе Уна, хорв. Podmornice klase Una) — надмалі підводні човни ВМС Югославії 1980—2000-х років.

## Історія створення

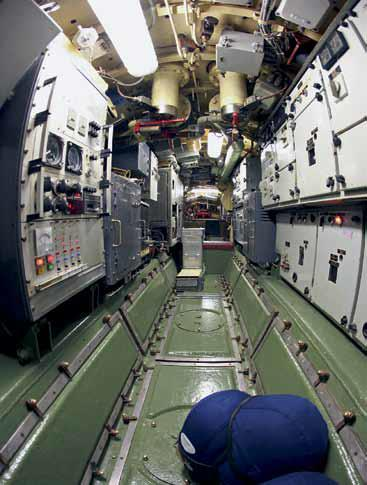
Інтер'єр підводного човна П-913 «Зета»

Надмалі підводні човни типу «Уна» призначались для постановки мін та закидання диверсантів на території, контрольовані противником. Збудовані у 1983-1987 роках на верфі «Brodogradilište specijalnih objekata» у Спліті. Мали невелику швидкість (8 вузлів) та дальність плавання (450-500 км), але були малопомітні та маневрені.
Оснащені двома електродвигунами потужністю 18 кВт (24 к.в.), які працювали на один вал. Можливості підзарядки не було, тому підводні човни залежали від джерел енергії (порти або плавучі бази).
Екіпаж складався з 4 чоловік, крім того, човен міг транспортувати до 6 підводних диверсантів. Озброєння складалось з 4 донних мін AIM-70, розміщених ззовні корпусу. Замість мін могли розміщуватись засоби доставки плавців.
Після завершення служби 1 човен був розібраний на метал, решта перетворені на музейні експонати.

## Представники
| Назва    | Заводський номер | Ввід у стрій | Знятий з озброєння | Доля                                            |
| -------- | ---------------- | ------------ | ------------------ | ----------------------------------------------- |
| «Тиса»   | П-911            | 1983 рік     | 1997 рік           | Експонат Музею науки і технології в Белграді    |
| «Уна»    | П-912            | 1984 рік     | 1997 рік           | Експонат музею «Porto Montenegro» в Тіваті      |
| «Зета»   | П-913            | 1985 рік     | 2005 рік           | Експонат музею «Park vojaške zgodovine» в Півці |
| «Соча»   | П-914            | 1986 рік     | 2006 рік           | Планується передача в музей                     |
| «Купа»   | П-915            | 1987 рік     | 2008 рік           | Розібраний на метал                             |
| «Вардар» | П-916            | 1988 рік     | 2005 рік           | Доля не вирішена                                |